# 奧尼爾斯鎮區 (北卡羅萊納州約翰斯頓縣)
奧尼爾斯鎮區（英語：O'Neals Township）是位於美國北卡羅萊納州約翰斯頓縣的一個鎮區。

## 地方資料
奧尼爾斯鎮區的面積為193.08平方千米，當中陸地面積為192.63平方千米，而水域面積為0.45平方千米。根據2020年美國人口普查的數據，當地共有人口10562人，而人口密度為每平方千米54.7人。